# Saint-Loup (Marne)
Saint-Loup ist eine französische Gemeinde mit 75 Einwohnern (Stand 1. Januar 2022) im Département Marne in der Region Grand Est. Sie gehört zum Arrondissement Épernay und zum Kanton Sézanne-Brie et Champagne. 

## Geografie
Die Gemeinde Saint-Loup liegt im Westen der Trockenen Champagne, sechs Kilometer östlich von Sézanne. Sie ist umgeben von folgenden Nachbargemeinden:
| ¨    | Allemant                                    |         |
| Péas | Kompassrose, die auf Nachbargemeinden zeigt | Linthes |
|      | Linthelles                                  |         |

Durch den Süden der Gemeinde führt die Route nationale 4 von Paris nach Nancy.

## Bevölkerungsentwicklung

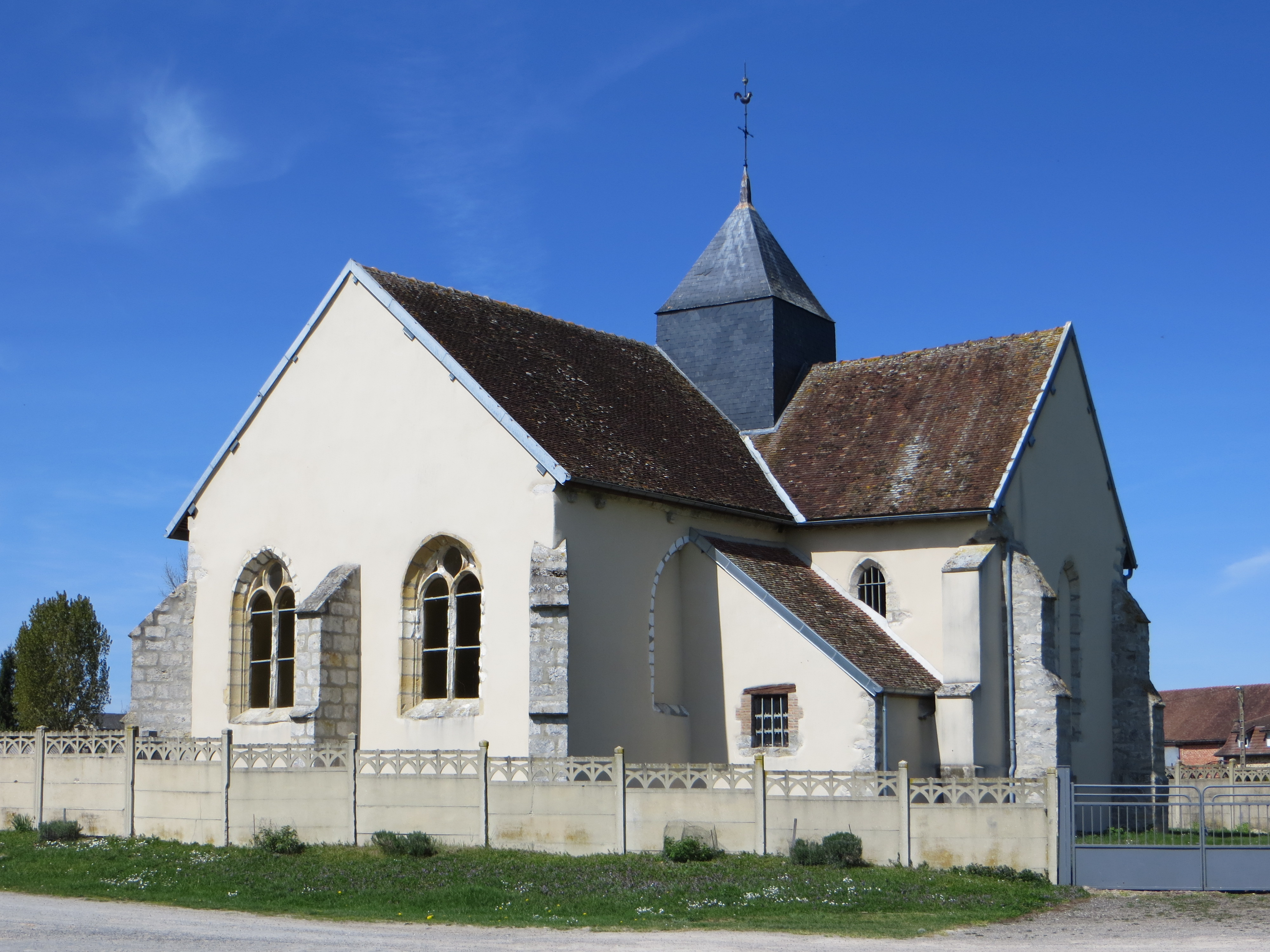
Kirche Saint-Loup-de-Sens

| Jahr                       | 1962 | 1968 | 1975 | 1982 | 1990 | 1999 | 2008 | 2018 |
| -------------------------- | ---- | ---- | ---- | ---- | ---- | ---- | ---- | ---- |
| Einwohner                  | 83   | 77   | 77   | 78   | 77   | 70   | 72   | 83   |
| Quellen: Cassini und INSEE |      |      |      |      |      |      |      |      |